# Christine Brooke-Rose
Christine Frances Evelyn Brooke-Rose (Ginebra, 16 de enero de 1923 – Cabrières-d'Avignon, 21 de marzo de 2012) fue una escritora, lingüista y crítica literaria británica, conocida principalmente por sus novelas experimentales.

## Trayectoria
De padre inglés y madre estadounidense-suiza, se crio principalmente en Bruselas y se educó allí, en el Somerville College de Oxford y el University College de Londres. Durante la Segunda Guerra Mundial, trabajó en Bletchley Park para el Women's Auxiliary Air Force en inteligencia, y más tarde completó sus estudios universitarios. Posteriormente, trabajó durante un tiempo en Londres como periodista literaria y académica.
Se casó tres veces: con Rodney Bax, a quien conoció en Bletchley Park; con el poeta Jerzy Pietrkiewicz; y, por poco tiempo, con Claude Brooke. Al separarse de Pietrkiewicz en 1968, se mudó a Francia, donde comenzó impartiendo clases de lingüística y literatura inglesa en la Universidad de París 9. 
Años más tarde, en 1975, se convirtió en profesora de literatura inglesa y americana y teoría literaria, y frecuentó la vanguardia parisina, teniendo entre sus colegas y amistades a Hélène Cixous, Frank Kermode, Jean-Michel Rabaté, Tzvetan Todorov y Julia Kristeva. Se retiró de la enseñanza en 1988 y se estableció en un pueblo cercano a Aviñón en el sur de Francia.

### Escritora
Llegó a explicar que la exposición a aquella alteridad durante su época en Bletchley Park en la Segunda Guerra Mundial «evaluando comunicaciones alemanas interceptadas» le ayudó a construir su camino para convertirse en novelista, al hacerle consciente del «punto de vista del otro». Esta experiencia la convirtió en una escritora experimental y publicó más de una docena de novelas, así como relatos y ensayos.
Entre sus novelas más conocidas se encuentran cuatro cuyos títulos combinados tienen solo cinco sílabas: Out (1964), Such (1965), Between (1968), Thru (1975), a las que les siguieron otras cuatro con mayor explosión silábica: Amalgamemnon (1984), Xorandor (1986), Verbivore (1990) y Textermination.
Su obra Remake (1996) es una novela autobiográfica:
Es una novela autobiográfica con alguna diferencia, utilizando material de su vida para componer una ficción en tercera persona, transformado en un experimento cuyas tensiones son aquellas de la memoria (distorsionadas y parciales) comprobado por un lenguaje riguroso y escéptico que pone a prueba y encuentra formas duraderas subyaciendo los impulsos y las pasiones del sujeto. No es un simple proceso sencillo de recuerdo cronológico. 'Remake' no recoge los hechos sino los contenidos de dichos hechos, los sentimientos de una niña de la guerra, las texturas de su ropa, los gustos y los olores, su madre, un padre ausente, una transformación gradual hacia la edad adulta.
Compartió el premio de novela James Tait Black Memorial por Such (1966).
También es conocida como traductora de francés, en concreto de los trabajos de Alain Robbe-Grillet.

## Obra

### Traducciones
- Entre (Between), de J. Casri. Barcelona: Piel de Zapa, 2024.

### Obra
- Gold (1955) poema
- The Languages of Love (1957) novela
- The Sycamore Tree (1958) novela
- A Grammar of Metaphor (1958) crítica
- The Dear Deceit (1960) novela
- The Middlemen: A Satire (1961) novela
- Out (1964) novela
- Such (1966) novela
- Between (1968) novela
- Go When You See the Green Man Walking (1970) relatos cortos
- A ZBC of Ezra Pound (1971) crítica
- Thru (1975) novela
- A Structural Analysis of Pound's Usura Canto: Jakobson's Method Extended and Applied to Free Verse (1976) crítica
- A Rhetoric of the Unreal: Studies in Narrative and Structure, Especially of the Fantastic (1981) crítica
- Amalgamemnon (1984) novela
- Xorandor (1986) novela
- The Christine Brooke-Rose Omnibus: Out, Such, Between, Thru (primera edición, 1986; segunda edición, 2006)
- Verbivore (1990) novela
- Stories, Theories, and Things (1991) teoría literaria
- Textermination (1991) novela
- Remake (1996) novela autobiográfica
- Next (1998) novela
- Subscript (1999) novela
- Poems, Letters, Drawings (2000)
- Invisible Author: Last Essays (2002)
- Life, End of (2006) novela autobiográfica